# Duminica Însângerată de la Sankt Petersburg

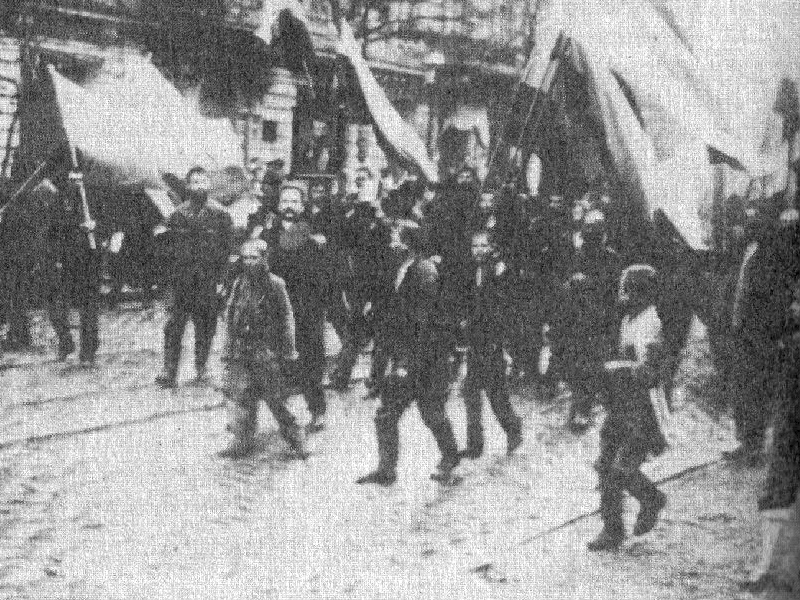
Protestatari mărşaluind către Palatul de Iarnă

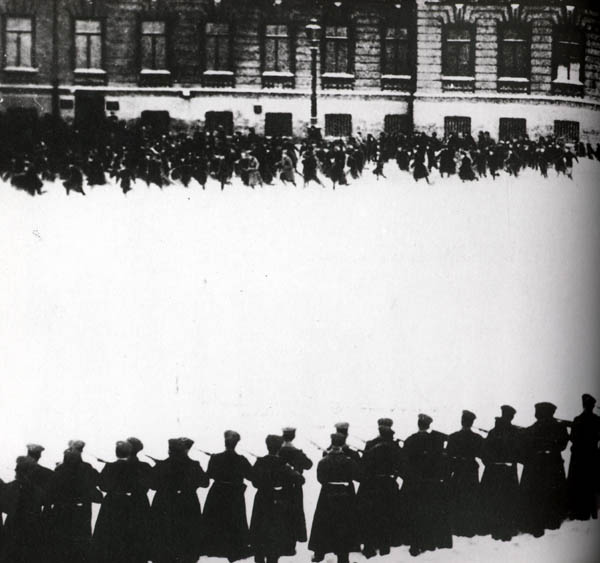
Soldaţii tarului deschizând focul asupra protestatarilor în faţa Palatului de Iarnă

Duminica Însângerată (în limba rusă: Кровавое воскресенье) a fost un incident petrecut pe 22 ianuarie 1905 (9 ianuarie conform calendarului iulian folosit la acea vreme în Imperiul Rus), în timpul căruia demonstranții pașnici, neînarmați, care doreau să înmâneze o petiție țarului Nicolae al II-lea au fost împușcați de gărzile imperiale în Sankt Peterburg. Marșul fusese organizat de preotul Gapon, un agent provocator aflat pe ștatele de plată ale Ohranei – poliția secretă țaristă. Evenimentele din duminică însângerată au reprezentat o greșeală grosolană a Ohranei, având uriașe repercusiuni asupra regimului țarist. În ciuda consecințelor acestei acțiuni, tarul nu a fost niciodată considerat răspunzător pentru aceste evenimente, la vremea protestului nefiind în capitală. 
Preotul Gheorghi Gapon a fost fondatorul Uniunii muncitorilor din fabricile și uzinele rusești, o organizație înfiintată și sponsorizată de poliție, gândită să abată nemulțumirile populației de la activitățile revoluționare. La sfârșitul lunii decembrie, a izbucnit o mișcare grevistă la Uzinele Putilov. Greve de sprijin au izbucnit și în alte fabrici, ridicând numărul protestatarilor la aproape 80.000 de oameni. Până pe 8 ianuarie, orașul ajunsese să fie lipsit de electricitate și de ziare. Toate zonele publice fuseseră declarate închise. Părintele Gapon a organizat o procesiune pașnică a muncitorilor către Palatul de Iarnă, cu scopul declarat de a înmâna o petiție țarului în acea duminică. Deși fusese prevenit să nu înceapă deplasarea, el nu a ținut cont de avertismente. Au fost aduse trupe care au înconjurat Palatul și au ocupat și alte puncte de importanță strategică din oraș. Țarul, indiferent la evenimentele care se precipitau în oraș, a părăsit capitala pe 8 ianuarie îndreptându-se către Țarskoe Selo. 
În duminica hotărâtă, muncitorii greviști și familiile lor s-au adunat în șase puncte ale orașului. Protestatarii, cu icoane în mâini, cântând imnuri religioase, s-au îndreptat către Palatul de Iarnă, fără să fie împiedicați de poliție. Demonstranții au plasat femeile și copii în mod deliberat în fruntea coloanelor pentru a preveni atacul militarilor. Pichetele militare amplasate lângă Palat au tras mai multe focuri de avertisment, după care au tras direct în mulțime. Gapon a fost împușcat în apropiere de Poarta Narva. Aproximativ 40 de persoane din preajma lui au fost ucise, dar părintele a fost doar rănit. 
Numărul exact al victimelor nu este cunoscut. Oficialii guvernului au declarat că au fost uciși 96 de demonstranți și alți 333 au fost răniți. Sursele antiguvernamentale pretindeau că au fost peste 4.000 de morți. Surse neutre au apreciat că au existat aproximativ 1.000 de răniți și morți, atât datorită tirului militarilor cât și datorită busculadei stârnite de panica celor care au încercat să se salveze cu fuga. Țarul Nicolae al II-lea a descris evenimentele ca „dureroase”. Zvonurile despre incident s-au răspândit în tot orașul, izbucnind revolte și jafuri. Organizația lui Gapon a fost desființată, iar părintele a părăsit rapid țara. S-a reîntors în octombrie, când a fost asasinat de Organizația Combatantă a partidului eserilor, fiind învinuit de colaborare cu poliția secretă. 
Mulți istorici apreciază că evenimentele Duminicii însângerate au fost scânteia care a declanșat revoluția rusă din 1905.